# Taj Mahal Review
Taj Mahal Reviewとは、インドの出版社、Cyberwit.net社が編集発行する国際文芸雑誌。2002年6月創刊。すべて英文。

## 概要
エッセイ、ショートストーリー、詩、俳句、アート、書評など掲載。サントシュ・クマール（Santosh Kumar）主幹、カルネッシュ・クマール・アグラワル(Karunesh Kumar Agrawal)編集。文芸批評、ショートストリー、詩、俳句、美術作品、書評など掲載。インドをはじめ、英国、米国、オーストラリア、ロシア、フランス、日本、ニュージーランドなどからの文学者が寄稿。毎号約200ページ。2012年12月で、第11巻第2号刊行。ボーダレスな文学活動を推進している。日本からは夏石番矢、鎌倉佐弓らが寄稿。